# Estadi Itaipava Arena Pernambuco
L'Itaipava Arena Pernambuco és un estadi multiusos de la ciutat de Recife, capital de l'estat de Pernambuco, al Brasil, remodelat per a la Copa del Món de Futbol de 2014.

## Instal·lacions
El projecte presumeix la construcció d'un estadi amb capacitat per 46.250 espectadors al voltant d'una vila amb 11.000 unitats habitacionals. El projecte també presumeix la construcció d'un hospital d'alta especialitat, una universitat, una escola de tecnologia a més de l'expansió de la línia oest del Metro de Recife. La Ciutat de la Copa permetrà la redistribuició urbana de la Regió Metropolitana de Recife, convertint-se en un nou espai d'habitatges, plaer, treball i serveis públics.
L'estadi Itaipava Arena Pernambuco té a la seva coberta una instal·lació de panells solars. El sistema, d'1 MW de potència, permet proveir mitjançant energia solar fotovoltaica la demanda d'electricitat a l'estadi. Es preveu que el sistema cobreixi aproximadament el 30% de la demanda energètica de l'estadi, generant anualment més de 1.500 MWh d'electricitat, equivalent al consum anual d'aproximadament 6.000 persones. Quan l'estadi no estigui en ús, l'energia generada serà injectada a la xarxa elèctrica local a través del programa de balanç net d'energia.
Altres estadis de la Copa del Món de Futbol de 2014 on s'han instal·lat panells solars són l'Estadi Mané Garrincha de Brasília, l'Estadi Maracaná a Rio de Janeiro, i l'Estadi Mineirão, a Belo Horizonte.

## Esdeveniments

### Copa Confederacions 2013
L'Arena Pernambuco va ser un dels sis estadis elegits per albergar partits de la Copa FIFA Confederacions 2013, que es va disputar al juny de 2013 al Brasil. Els partits que s'hi varen disputar foren:
| Data               | Fase         | Equip   | Resultat | Equip   | Espectadors |
| ------------------ | ------------ | ------- | -------- | ------- | ----------- |
| 16 de juny de 2013 | Primera fase | Espanya | 2-1      | Uruguai | 41.765 85%  |
| 19 de juny de 2013 | Primera fase | Itàlia  | 4-3      | Japó    | 40.489 85%  |
| 23 de juny de 2013 | Primera fase | Uruguai | 8-0      | Tahití  |             |

### Copa del món de Futbol de 2014
L'Arena Pernambuco serà un dels estadis elegits per albergar partits del Campionat del Món de 2014, concretament cinc de la fase de grups i un de vuitens de final. Seran els següents:
| Data               | Fase             | Equip         | Resultat | Equip    | Espectadors |
| ------------------ | ---------------- | ------------- | -------- | -------- | ----------- |
| 14 de juny de 2014 | Primera fase     | Costa d'Ivori | 2 - 1    | Japó     | 40.267      |
| 20 de juny de 2014 | Primera fase     | Costa Rica    | vs.      | Itàlia   |             |
| 23 de juny de 2014 | Primera fase     | Croàcia       | vs.      | Mèxic    |             |
| 26 de juny de 2014 | Primera fase     | Estats Units  | vs.      | Alemanya |             |
| 29 de juny de 2014 | Vuitens de final | 1r D          | vs.      | 2n C     |             |